# 福安徹
福安 徹（ふくやす とおる、1961年10月27日 - ）は、日本の政治家、経営者。八王子市議会議員（6期、第49代議長）、自由民主党三多摩議員連絡協議会会長。福安工務店代表取締役。

## 来歴・人物

### 生い立ち
東京都八王子市出身。八王子市立第六小学校、八王子市立由井中学校、東京都立八王子東高等学校、日本大学農獣医学部畜産学科卒業。幼少の頃から動物好きで、大学卒業後は大手乳製品メーカーへ就職したが、父親の体調不良を機に福安工務店を引き継いだ。

### 政治家として
母校でもある第六小学校のPTA会長を5年間努め、八王子市小学校PTA連合会会長、八王子市社会教育委員等を歴任。 その間10年、萩生田光一（当時八王子市議会議員）後援会青年部長として共に4回選挙を経験し、萩生田議員の都議会議員転出を受け、2003年に後継候補として八王子市議会議員選挙に初挑戦し初当選。 2007年に2期目当選し都市建設委員会委員長、2011年に3期目当選して第48代副議長、2015年に4期目当選して第49代議長、2017年より自民党三多摩議員連絡協議会政調会長に就任し、2023年に6期目当選。現在、八王子市議会都市環境委員会、交通対策特別委員会所属。また、八王子市なぎなた連盟会長、八千代会ソフトボール連盟名誉会長をはじめとして、数多くの団体の相談役・顧問を務めている。

## 選挙歴
| 当落 | 選挙                 | 執行日 | 選挙区 | 政党       | 得票数 | 得票率 | 定数 | 得票順位 /候補者数 | 政党内比例順位 /政党当選者数 |
| ---- | -------------------- | ------ | ------ | ---------- | ------ | ------ | ---- | ------------------ | ---------------------------- |
| 当   | 八王子市議会議員選挙 | 2003年 | ――     | 自由民主党 | 3514票 |        | 40   | 34/49              | /                            |
| 当   | 八王子市議会議員選挙 | 2007年 | ――     | 自由民主党 | 3042票 |        | 40   | 39/49              | /                            |
| 当   | 八王子市議会議員選挙 | 2011年 | ――     | 自由民主党 | 3968票 |        | 40   | 23/54              | /                            |
| 当   | 八王子市議会議員選挙 | 2015年 | ――     | 自由民主党 | 3748票 |        | 40   | 34/51              | /                            |
| 当   | 八王子市議会議員選挙 | 2019年 | ――     | 自由民主党 | 3035票 |        | 40   | 39/50              | /                            |
| 当   | 八王子市議会議員選挙 | 2023年 | ――     | 自由民主党 | 3677票 |        | 40   | 29/58              | /                            |

## 政策・主張
- ブックスタート事業を提案・推進した。

- 高齢化問題については低所得者向けの介護施設の創設を模索中。「国主導でなく地域発で。八王子のような大きな街ならやっていける」と述べている。